# Friedrich Wilhelm August Argelander
Friedrich Wilhelm August Argelander (Klaipėda, 22 de março de 1799 — Bonn, 17 de fevereiro de 1875) foi um astrônomo alemão. 

## Carreira
Argelander estudou na Universidade de Königsberg e foi aluno e assistente de Friedrich Wilhelm Bessel. Dirigiu vários observatórios na Europa, foi um renomado estudioso das estrelas variáveis e ajudou a publicar o catálogo "Bonner Durchmusterung".

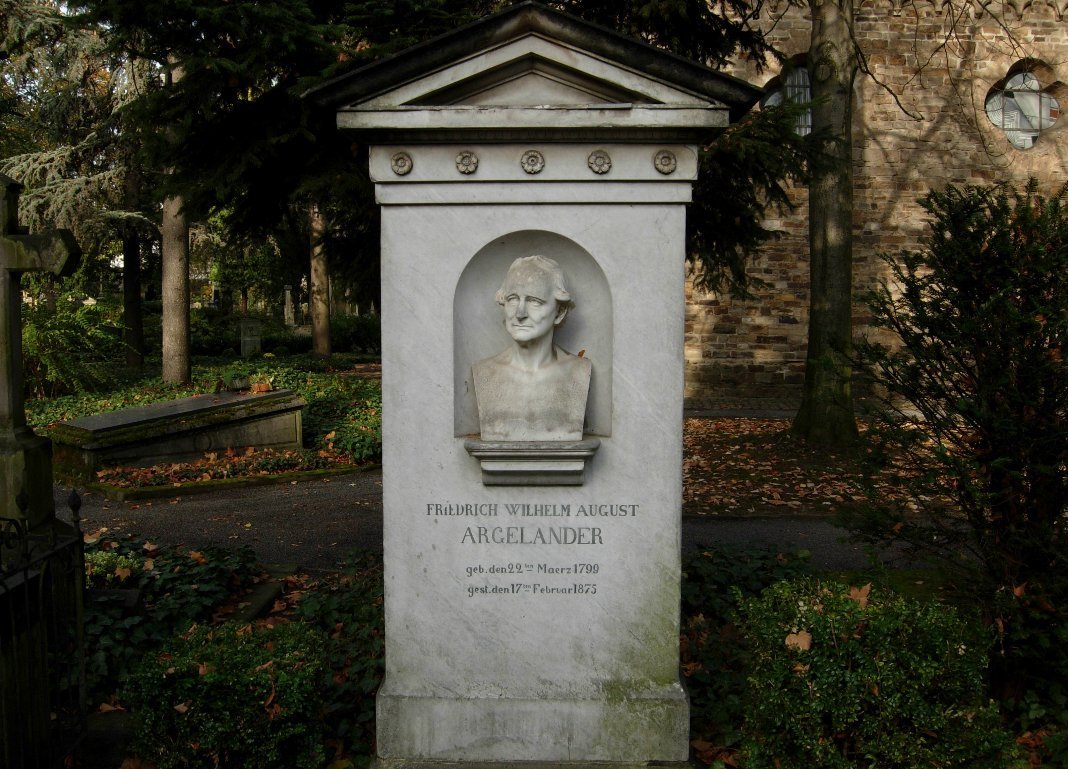
Sepultura de Argelander no Alter Friedhof Bonn

## Obras
- Observationes astronomicae in specula universitatis Fennicae factae. Helsinque, 1830-1832
- DLX stellarum fixarum positiones mediae ineunte anno 1830. Helsinque, 1835
- Über die eigene Bewegung des Sonnensystems. São Petersburgo, 1837
- Neue Uranometrie. Berlim, 1843
- Astronomische Beobachtungen auf der Sternwarte zu Bonn. 1846-1852
- Atlas des nördlichen gestirnten Himmels für den Anfang des Jahres 1855. Bonn, 1857-1863